# Космічна Амеба
«Космічна Амеба» або «Йог: Монстр із космосу» (яп. ゲゾラ・ガニメ・カメーバ決戦!南海の大怪獣, ґезора ґаніме камеба кессен! нанкаі но дайкайдзю, «Гезора, Ганімес, Камебас: Вирішаюча битва! Гігантські монстри південних морів») — японський фантастичний кайдзю-фільм 1970 року студії Toho. Це перший фільм про гігантську каракатицю Гезору, гігантську черепаху мата-мату Камебаса та гігантського краба Ганімеса. Це один із останніх фільмів про кайдзю режисера Ісіро Хонди. Вважається, що цей фільм завершає «золоту добу» фільмів про кайдзю.
У Японії фільм вийшов 1 серпня 1970 року. Фільм був випущений на домашнє відео у 2006 році японською мовою з англійськими субтитрами.

## Сюжет
На початку фільму космічний зонд Gelios 7 вирушає на Юпітер, але на нього нападає аморфна інопланетна істота під назвою «Космічна Амеба» або «Йог». Через це зонд падає біля острову Сельджо в Тихому океані. Космічна Амеба залишає пристрій і змушує каракатицю мутувати, через що та стає гігантською.
Фотограф на ім'я Кудо та декілька інших людей прибувають на острів Сельджо для фотозйомки, однак їх табір атакує Гезора. Через свою мутацію Гезора може створювати низькі температури. Пізніше Кудо та його друзі вирішують підпалити Гезору. Це спрацьовує, і Гезора помирає.
Пізніше Космічна Амеба переселяється на краба, і той мутує в Ганімеса. Людям вдається підірвати Ганімеса, але Йог втікає в джунглі. Пізніше з'являються ще один Ганімес і гігантська черепаха мата-мата Камебас, яких теж створив Йог. Однак Кудо дізнається слабкість монстрів: надзвукові хвилі. Люди випускають кажанів, і ті атакують монстрів. Космічна Амеба втрачає контроль над монстрами, і ті починають битися між собою. Люди підривають вибухівку поблизу вулкану, і лава вбиває Йога, Ганімеса і Камебаса.

## Кайдзю
- Гезора
- Два Ганімеси
- Камебас
- Космічна Амеба

## В ролях
- Акіра Кубо — Таро Кюдо
- Ацуко Такахасі — Аяко Хосіно
- Юкіко Кобаясі — Сакі
- Кендзі Сахара — Макото Обата
- Йосіо Цусія — Кійоісі Мія
- Тецу Накамюра — Онбо
- Йосітаке Сайтоу — Ріко
- Ісіро Муракосі — Космічна Амеба
- Харуо Накадзіма — Гезора, Ганімеси
- Наріосі Накамюра — Камебас[2]

## Виробництво
Більша частина фільму була знята на острові Хачідзо, хоча підводні сцени були зняті в палаці Рюгу в парку розваг «Земля Йоміурі» та в студії Toho в Токіо. Також це був останній фільм, спецефекти в якому створив відділ спецефектів Toho, який закрився незадовго до виходу фільму в Японії.

## У зарубіжному прокаті
Власне під назвою «Йог: Монстр із космосу» фільм став відомий завдяки американській версії фільму від компанії American International Pictures. На американському постері фільму була зображена каракатиця Гезора, яка обгортає Землю своїми щупальцями. Також на цьому постері були зображені космічні кораблі, які стріляють по ній. Це було зроблено для більшого залучення глядачів.

## Цікаві факти
- Камебас був створений як відповідь Гамеру конкурента Toho Daiei. Прототипом Гезори, в свою чергу, можливо став Вірас із фільму «Гамера проти Віраса».